# Wrong (chanson de Depeche Mode)
Pour les articles homonymes, voir Wrong.
Singles de Depeche Mode
Martyr
(2006) Peace
(2009)
Pistes de Sounds of the Universe
Hole to Feed
(2) Fragile Tension
(4)
Wrong est une chanson du groupe Depeche Mode. Elle est sortie le 24 février 2009 en tant que 46e single du groupe et fait partie de l'album Sounds of the Universe, sorti le 20 avril 2009.
Wrong a été très bien reçu notamment aux États-Unis, la chanson devenait l'une des 30 plus jouées dès sa sortie. Le single a également été un succès en France où il atteint la place maximum de 10e du Top 50.
La chanson en elle-même traite d'une personne n'ayant jamais pris les bonnes décisions durant sa vie. Dave Gahan la considère comme une chanson drôle, ironique et à un ton agressif à la limite d'une tonalité R'n'B.

## Clip musical
Le clip de Wrong, filmé en décembre 2008, a été réalisé par Patrick Daughters. Révélé sur le MySpace du groupe le 20 février 2009, il montre une Ford Crown Victoria roulant en marche arrière dans les rues de Los Angeles, apparemment sans conducteur au volant. Un plan à l'intérieur de la voiture révèle un homme, portant un masque en latex, inconscient et allongé au poste de conducteur. Quand la voiture en heurte une autre (mais continue de rouler), l'homme est subitement réveillé. Alors qu'il essaie désespérément d'arrêter la voiture, l'on voit clairement qu'il est attaché et bâillonné. La voiture passe devant le groupe (qui regarde d'un trottoir) et renverse un piéton, des poubelles, des chariots de supermarché et des plots. Une voiture de police commence alors à la poursuivre. Alors que l'homme réussit finalement à se détacher et enlever le masque, un pick-up vient la percuter, la faisant s'arrêter. Le 3 décembre 2009, le clip  est nommé pour un Grammy Award du « meilleur court-métrage ». Le même jour, Sounds Of The Universe, l'album sur lequel la chanson apparaît, est nommé pour le trophée du meilleur album de musique Alternative.
Le clip Wrong a été classé par le Time comme l'une de ses cinq meilleures vidéos de 2009 et a été l'une des 20 meilleures vidéos de 2009 selon le magazine Spin, se classant 10e.

## Formats et liste des chansons
Toutes les chansons sont écrites et composées par Martin L. Gore.
7" Mute / BONG 40
| No | Titre             | Durée |
| -- | ----------------- | ----- |
| 1. | Wrong             | 3:13  |
| 2. | Oh Well (7" Edit) | 4:25  |

CD Mute / CDBONG 40
| No | Titre                               | Durée |
| -- | ----------------------------------- | ----- |
| 1. | Wrong                               | 3:13  |
| 2. | Oh Well (Black Light Odyssey Remix) | 5:54  |

CD Mute / LCDBONG 40
| No | Titre                              | Durée |
| -- | ---------------------------------- | ----- |
| 1. | Wrong                              | 3:13  |
| 2. | Wrong (Trentemøller Club Remix)    | 6:57  |
| 3. | Wrong (Thin White Duke Remix)      | 7:43  |
| 4. | Wrong (Magda's Scallop Funk Mix)   | 6:25  |
| 5. | Wrong (D.I.M. vs Boys Noize Remix) | 5:12  |

12" Mute / 12BONG 40
| No | Titre                           | Durée |
| -- | ------------------------------- | ----- |
| 1. | Wrong                           | 3:13  |
| 2. | Wrong (Thin White Duke Remix)   | 7:43  |
| 3. | Wrong (Trentemøller Club Remix) | 6:57  |
| 4. | Wrong (Caspa Remix)             | 5:08  |

CD Mute / PCDBONG 40 (Club Promo)
| No | Titre                                | Durée |
| -- | ------------------------------------ | ----- |
| 1. | Wrong (Original)                     | 3:07  |
| 2. | Wrong (Thin White Duke Remix)        | 7:43  |
| 3. | Wrong (Thin White Duke Dub)          | 6:06  |
| 4. | Wrong (Frankie's Bromantic Club Mix) | 8:27  |
| 5. | Wrong (D.I.M. vs Boys Noise Remix)   | 5:12  |
| 6. | Wrong (Magda's Scallop Funk Mix)     | 6:25  |
| 7. | Wrong (Caspa Remix)                  | 5:08  |
| 8. | Wrong (Trentemøller Club Remix)      | 6:57  |
| 9. | Wrong (Trentemøller Club Dub)        | 6:42  |

CD Mute / RCDBONG 40
| No | Titre                 | Durée |
| -- | --------------------- | ----- |
| 1. | Wrong (Radio Version) | 3:13  |

CD Mute / LCDBONG 40 (Promo)
| No | Titre                                | Durée |
| -- | ------------------------------------ | ----- |
| 1. | Wrong (Radio Version)                | 3:13  |
| 2. | Wrong (Trentemøller Club Remix)      | 6:57  |
| 3. | Wrong (Thin White Duke Remix)        | 7:43  |
| 4. | Wrong (Thin White Duke Dub)          | 6:06  |
| 5. | Wrong (Frankie's Bromantic Club Mix) | 8:27  |
| 6. | Wrong (D.I.M. vs Boys Noise Remix)   | 5:12  |
| 7. | Wrong (Magda's Scallop Funk Mix)     | 6:25  |
| 8. | Oh Well (Black Light Odyssey Dub)    | 5:02  |

CD Capitol / USRCDBONG 40
| No | Titre                      | Durée |
| -- | -------------------------- | ----- |
| 1. | Wrong (Album Version)      | 3:13  |
| 2. | Wrong (Radio Version Edit) | 3:01  |

CD Capitol / PCDBONG40
| No | Titre                             | Durée |
| -- | --------------------------------- | ----- |
| 1. | Wrong (Peter Rauhofer Vocal Mix)  | 8:17  |
| 2. | Wrong (Peter Rauhofer Dub)        | 7:34  |
| 3. | Wrong (Peter Rauhofer Radio Edit) | 4:10  |

## Classements
| Pays                                       | Meilleure position |
| ------------------------------------------ | ------------------ |
| Allemagne                                  | 2                  |
| Autriche                                   | 10                 |
| Belgique (Fr)                              | 8                  |
| Belgique (Nl)                              | 14                 |
| Canada                                     | 64                 |
| Danemark                                   | 7                  |
| Espagne                                    | 41                 |
| États-Unis (Billboard Hot Dance Club Play) | 1                  |
| États-Unis (Billboard Modern Rock Tracks)  | 12                 |
| États-Unis (Billboard Triple A chart)      | 15                 |
| Europe (Eurochart Hot 100 Singles)         | 4                  |
| Finlande                                   | 6                  |
| France                                     | 10                 |
| Grèce                                      | 9                  |
| Hongrie                                    | 3                  |
| Irlande                                    | 34                 |
| Italie                                     | 1                  |
| Japon                                      | 89                 |
| Norvège                                    | 14                 |
| Pays-Bas                                   | 49                 |
| Royaume-Uni                                | 24                 |
| Suède                                      | 5                  |
| Turquie                                    | 15                 |

### Classement en fin d'année (2009)
| Pays      | Position |
| --------- | -------- |
| Allemagne | 44       |